# Jublains
Jublains is een gemeente in het Franse departement Mayenne (regio Pays de la Loire) en telt 699 inwoners (1999). De plaats maakt deel uit van het arrondissement Mayenne.

## Geografie
De oppervlakte van Jublains bedraagt 35,9 km², de bevolkingsdichtheid is 19,5 inwoners per km².

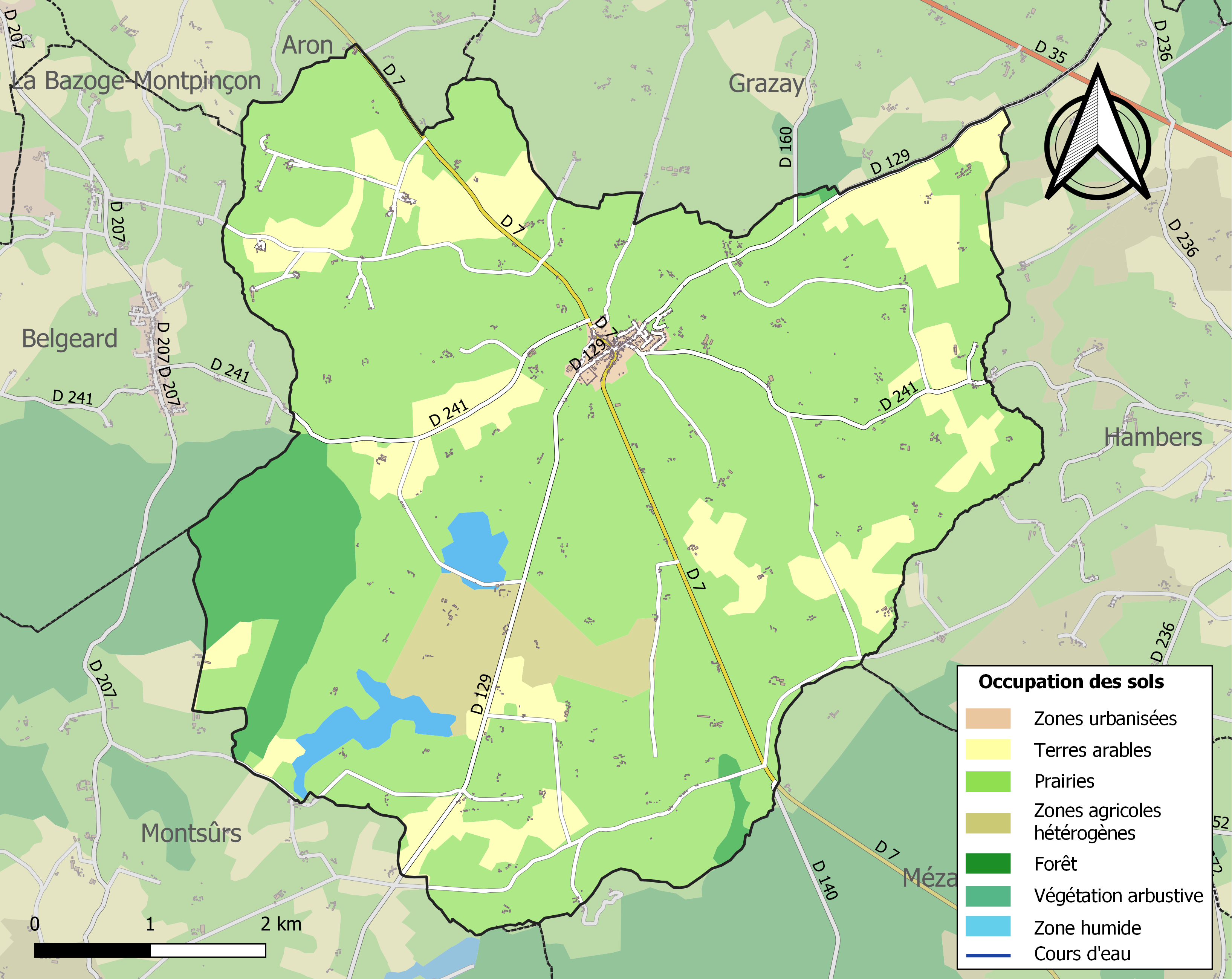
Kaart van de gemeente met de belangrijkste infrastructuur, bodemgebruik en omliggende gemeenten

## Geschiedenis
In het dorp Jublains zijn resten te vinden van de Gallo-Romeinse stad Noviodunum. Daaronder bevinden zich een Castellum, een Romeins badhuis een Romeins theater, en een Romeinse tempel. Ook bevindt er zich een klein museum met plaatselijke vondsten.

## Demografie
Onderstaande figuur toont het verloop van het inwonertal (bron: INSEE-tellingen).

1. ↑  Populations de référence 2022.